# Santa Mercedes (ort)
Santa Mercedes är en ort i Brasilien.   Den ligger i kommunen Santa Mercedes och delstaten São Paulo, i den södra delen av landet, 700 km sydväst om huvudstaden Brasília. Santa Mercedes ligger 356 meter över havet och antalet invånare är 2 831.
Terrängen runt Santa Mercedes är platt. Närmaste större samhälle är Panorama, 10,8 km väster om Santa Mercedes.
Trakten runt Santa Mercedes består i huvudsak av gräsmarker. Runt Santa Mercedes är det ganska glesbefolkat, med 26 invånare per kvadratkilometer.